# Antonio Requeni
Antonio Requeni (* 8. September 1930 in Buenos Aires) ist ein argentinischer Journalist und Schriftsteller.
Requeni verbrachte seine ersten Lebensjahre in Valencia und begann ein Studium an der Escuela Mariano Acosta und der Universidad de La Plata. Dieses brach er 1958 ab und wurde Redakteur der Zeitung La Prensa für die er bis 1994 arbeitete. Daneben war er Korrespondent des Radioprograma Hemisferio und schrieb für swn mexikanischen Mundial, die spanischen Papeles de Son Armadans und zahlreiche argentinische Zeitungen und Zeitschriften wie El Hogar, Atlántida, La Nación, die Noticias Gráficas, La Razón, Clarín, Los Andes, La Gaceta und El Liberal. Er war dann zehn Jahre lang Sekretär der Fundación El Libro und arbeitet als Literaturkritiker für La Nación.
Außerdem wurde Requeni als Lyriker, Essayist und Kinderbuchautor bekannt. Als Journalist erhielt er Preise der Asociación de Entidades Periodísticas Argentinas (ADEPA), des Ayuntamiento de Málaga und der Ferrovia dello Stato in Rom. Für den Gedichtband Camino de canciones (1953) erhielt er einen Preis der Sociedad Argentina de Escritores, für Manifestación de Bienes (1965) und das Reisetagebuch Los viajes y los días Preise des Fondo Nacional de las Artes.
Beim Internationalen Lyrikwettbewerb 1980 der Associazione Siciliana per le Lettere e le Arti erhielt er den Preis als bester ausländischer Autor. 1984 wurde er mit dem Großen Ehrenpreis der Fundación Argentina para la Poesía ausgezeichnet, zweimal (1984 und 1997) erhielt er den Premio Konex. 1989 zeichnete ihn die italienische Regierung als Cavalliere Ufficiale aus. Der Fondo Nacional de las Artes wählte ihn 1996 unter die zehn bedeutendsten lebenden Dichter Argentiniens. 1998 wurde er als Nachfolger von Roberto Juarroz Mitglied der Academia Argentina de Letras. 2010 erhielt er den Großen Ehrenpreis der argentinischen Schriftstellervereinigung.

## Werke
- Luz de Sueño, Gedichte mit einem Vorwort von González Carbalho, 1951
- Camino de canciones, Gedichte, 1953
- El alba en las manos, Gedichte, 1954
- La soledad y el canto, Gedichte mit einem Vorwort von Oscar Hermes Villordo, 1956
- Umbral del horizonte, Gedichte, 1965
- Manifestación de Bienes, Gedichte, 1965
- Los viajes y los días, Reisetagebuch, 1969
- El pirata Malapata, Erzählungen für Kinder, 1974
- Inventario, Gedichte, 1974
- Cronicón de las peñas de Buenos Aires, 1984
- Línea de sombra, Gedichte, 1986
- La vida novelesca del Perito Moreno, 1990
- Poemas, 1951-1991 mit einem Vorwort von María Rosa Lojo
- Israel, entre lo cotidiano y lo sobrenatural, 1992
- Breve crónica de la Avenida de Mayo, 1994
- Antología poética, 1996
- Travesías, Gespräche mit Olga Orozco und Gloria Alcorta, 1997
- El vaso de agua, Gedichte, 1997
- La palabra en el tiempo (antología poética, selección de Francisco José Cruz, col. Palimpsesto, Carmona-Sevilla, 2017)